# Brie Larson
Brie Larson, geboren als Brianne Sidonie Desaulniers (Sacramento, 1 oktober 1989), is een Amerikaans actrice, zangeres en voormalig jeugdactrice. Ze won in 2016 zowel een Oscar, een Golden Globe als een BAFTA Award voor haar hoofdrol als Joy Newsome in de dramafilm Room.

## Levensloop
Ze begon haar acteercarrière op negenjarige leeftijd als Lily Quinn in een aantal afleveringen van de dramaserie To Have & to Hold. In datzelfde jaar was ze in twee afleveringen van The Tonight Show te zien. Haar eerste filmrol volgde in 1999 in de romantische komedie Special Delivery. Haar eerste grote rol speelde ze in 2001 in de televisieserie Raising Dad, waarin ze in alle afleveringen te zien was. Voor deze rol werd ze genomineerd voor een Young Artist Award.
In haar tienerjaren speelde Larson voornamelijk kleinere rollen in films als 13 Going on 30 en Sleepover, beide uit 2004. Ze kreeg lovende kritieken voor haar rol in de komediefilm Hoot (2006), waarna bijrollen volgden in de films Greenberg (2010), Scott Pilgrim vs. the World (2010) en 21 Jump Street (2012). In deze periode speelde ze tevens een hoofdrol in de televisieserie United States of Tara, als de rebelse tiener Kate Gregson.
Haar eerste hoofdrol in een grote speelfilm volgde in 2013 met haar rol in Short Term 12, waarvoor ze wederom lovende kritieken mocht ontvangen. Haar grootste succes is het winnen van een BAFTA, Golden Globe en Oscar voor beste vrouwelijke hoofdrol voor haar rol in Room (2015) die ze alle in 2016 in ontvangst mocht nemen.
Naast acteren heeft ze ook als co-regisseur en co-auteur meegewerkt aan twee korte films: Weighting en The Arm.

## Filmografie

### Film
| Jaar | Titel                                     | Rol                            | Bijzonderheden                      |
| ---- | ----------------------------------------- | ------------------------------ | ----------------------------------- |
| 1999 | Special Delivery                          | Little Angel                   |                                     |
| 2003 | Right on Track                            | Courtney Enders                |                                     |
| 2004 | 13 Going on 30                            | Zieke griet                    |                                     |
| 2004 | Sleepover                                 | Elizabeth "Liz" Daniels        |                                     |
| 2005 | Madison                                   | Race-meisje                    |                                     |
| 2006 | Hoot                                      | Beatrice "The Bear" Leep       |                                     |
| 2007 | Farce of the Penguins                     | I Need a Z-Pack Penguin        | Voice-over                          |
| 2008 | Remember the Daze                         | Angie                          |                                     |
| 2008 | The Babysitter                            | Allison                        | Korte film                          |
| 2009 | House Broken                              | Susan "Suzy" Decker            |                                     |
| 2009 | Just Peck                                 | Emily                          |                                     |
| 2009 | Tanner Hall                               | Kate                           |                                     |
| 2010 | Greenberg                                 | Sara                           |                                     |
| 2010 | Scott Pilgrim vs. the World               | Envy Adams                     |                                     |
| 2011 | Treatment                                 | Franny                         |                                     |
| 2011 | Weighting                                 |                                | Korte film; coregisseur en coauteur |
| 2011 | Smorgasbord                               | Ciara                          | Korte film                          |
| 2011 | Rampart                                   | Helen                          |                                     |
| 2012 | 21 Jump Street                            | Molly                          |                                     |
| 2012 | The Trouble with Bliss                    | Stephanie Jouseski             |                                     |
| 2012 | The Arm                                   |                                | Korte film; coregisseur en coauteur |
| 2013 | Bitter Orange                             | Myrtle                         | Korte film                          |
| 2013 | Don Jon                                   | Monica Martello                |                                     |
| 2013 | Short Term 12                             | Grace                          |                                     |
| 2013 | The Spectacular Now                       | Cassidy                        |                                     |
| 2014 | The Gambler                               | Amy Phillips                   |                                     |
| 2015 | Digging for Fire                          | Max                            |                                     |
| 2015 | Trainwreck                                | Kim Townsend                   |                                     |
| 2015 | Room                                      | Joy "Ma" Newsome               |                                     |
| 2016 | Free Fire                                 | Justine                        |                                     |
| 2017 | Kong: Skull Island                        | Mason Weaver                   |                                     |
| 2017 | The Glass Castle                          | Jeannette Walls                |                                     |
| 2017 | Unicorn Store                             | Kit                            |                                     |
| 2019 | Captain Marvel                            | Carol Danvers / Captain Marvel |                                     |
| 2019 | Avengers: Endgame                         | Carol Danvers / Captain Marvel |                                     |
| 2021 | Shang-Chi and the Legend of the Ten Rings | Carol Danvers / Captain Marvel | Post-credit scene                   |
| 2023 | Fast X                                    | Tess                           |                                     |
| 2023 | The Marvels                               | Carol Danvers / Captain Marvel |                                     |

### Televisie
| Jaar    | Titel                          | Rol                                  | Bijzonderheden                                                                     |
| ------- | ------------------------------ | ------------------------------------ | ---------------------------------------------------------------------------------- |
| 1998    | The Tonight Show with Jay Leno | Roadkill Easy Bake Oven / Girl Scout | 2 afleveringen                                                                     |
| 1998    | To Have & to Hold              | Lily Quinn                           | 2 afleveringen                                                                     |
| 1999    | Touched by an Angel            | Rachel                               | aflevering: "Into the Fire"                                                        |
| 1999    | Popular                        | Robin Robin                          | aflevering: "Fall on Your Knees"                                                   |
| 2000    | Then Came You                  | Young Allison                        | aflevering: "Then Came Aidan's Ex"                                                 |
| 2000    | Schimmel                       | Samantha                             | Pilot                                                                              |
| 2001–02 | Raising Dad                    | Emily Stewart                        | 22 afleveringen                                                                    |
| 2003    | Right on Track                 | Courtney Enders                      | Televisiefilm                                                                      |
| 2003    | Hope & Faith                   | Sydney Shanowski                     | Onuitgezonden pilot                                                                |
| 2008    | Ghost Whisperer                | Krista Eisenburg                     | aflevering: "Slam"                                                                 |
| 2009    | The Burg                       | Hipster Girl                         | aflevering: "Change"                                                               |
| 2009–11 | United States of Tara          | Katherine "Kate" Gregson             | 36 afleveringen                                                                    |
| 2011    | The League                     | Ashley                               | 2 afleveringen                                                                     |
| 2012    | NTSF:SD:SUV::                  | Katerin                              | aflevering: "The Real Bicycle Thief"                                               |
| 2012    | Entry Level                    | Laura                                | Pilot                                                                              |
| 2013    | Kroll Show                     | College Girl                         | 2 afleveringen                                                                     |
| 2013–14 | Community                      | Rachel                               | 3 afleveringen                                                                     |
| 2015    | Comedy Bang! Bang!             | Zichzelf                             | aflevering: "Brie Larson Wears a Billowy Long-Sleeve Shirt and White Saddle Shoes" |
| 2022    | Ms. Marvel                     | Carol Danvers / Captain Marvel       | aflevering: "No Normal", post-credit scene                                         |

## Prijzen en nominaties
De belangrijkste:
| Jaar | Prijs                         | Categorie                          | Film          | Uitslag     |
| ---- | ----------------------------- | ---------------------------------- | ------------- | ----------- |
| 2014 | Film Independent Spirit Award | Beste vrouwelijke hoofdrol         | Short Term 12 | Genomineerd |
| 2016 | Golden Globe Award            | Beste actrice in een dramafilm     | Room          | Gewonnen    |
| 2016 | Screen Actors Guild Award     | Vrouwelijke acteur in een hoofdrol | Room          | Gewonnen    |
| 2016 | BAFTA Award                   | Beste actrice                      | Room          | Gewonnen    |
| 2016 | BAFTA Award                   | Aankomend talent                   | nvt           | Genomineerd |
| 2016 | Satellite Award               | Beste actrice                      | Room          | Genomineerd |
| 2016 | Film Independent Spirit Award | Beste vrouwelijke hoofdrol         | Room          | Gewonnen    |
| 2016 | Academy Award                 | Beste vrouwelijke hoofdrol         | Room          | Gewonnen    |